# お嬢様組曲
『お嬢様組曲』（おじょうさまくみきょく）は2005年4月22日にSymphony（シンフォニー）より発売されたアダルトゲームである。
2007年4月26日にはピオーネソフトよりPlayStation 2版の『お嬢様組曲 -Sweet Concert-』（おじょうさまくみきょく スイートコンサート）が発売された。（同作の発売を最後にピオーネソフトは解散した。）
また、美少女遊びより携帯電話ゲーム版も配信されている。

## あらすじ
主人公・立川薫は苦労の末に峰桜学園に合格し意気揚々と入学式に臨んだ。しかし、峰桜学園に薫の籍がなく、事実上合格していない事になっていた。途方に暮れる薫だったが、帰り道に藤澤姫名子という少女に出会った。姫名子は足を挫いてしまい、入学式に出られなかったことに悲観していた。そんな姫名子を見た薫は、自分と同じように入学式で悲しい思いをさせたくないと言う理由から姫名子を抱きかかえ、姫名子が入学する峰桜女学園まで連れて行った。入学式に間に合い姫名子に感謝され、自分ももう一度、峰桜学園に取り合ってみようと決意しその場を立ち去ろうとした時、予想だにしないことが起きた。峰桜女学園の入学式に自分の名前が呼ばれたのである。薫は峰桜学園ではなく峰桜女学園に入学してしまったのである。峰桜学園への編入許可も下りず、薫はそのまま峰桜女学園に通う事を決意。薫は峰桜女学園でたった一人の男子生徒として、新たなる生活を臨む事になる。

## 登場人物

### 主人公
立川 薫（たちかわ かおる）
声：なし
本作の主人公。名門である私立峰桜学園に合格したはずが、何かの手違いにより峰桜女学園に入学してしまう。峰桜女学園ではたった一人の男子生徒として、力仕事に重宝されている。
仲がよくなるとからかったり軽口を叩く事もあるが、根はお人好しで困っている女の子がいると手助けすることが多い。家柄は普通のため、他の生徒がお嬢様のため学園生活にギャップを感じている。授業内容もお嬢様教育がほとんど付いていけず大抵寝ており、テストも赤点を取っている。だが、運動するのが得意で、特にバスケットボールでは運動が得意な女生徒が集まる中でも好成績を残す実力を持っている。学園には寮生活をしており、姫名子の部屋の半分を借りて生活している。ただし、男女関係の問題もあるため、真ん中に壁を作ってもらい別々に生活をしている。また、朝はいつも遅刻ギリギリまで寝ており、姫名子に起こされて登校することが日常茶飯事になっている。

### メインヒロイン
藤澤 姫名子（ふじさわ ひなこ）
声：佐本二厘
身長160cm、体重45kg、3サイズはB80、W58、H86。
薫が入学式の日に知り合う少女。薫にとって不慣れな学園生活を様々な場所で手助けしてくれる。学園生活でも薫と親友の睦子と一緒に行動することが多く、寮内でも薫たちと一緒に食事をとっている。
明るくて誰にでも優しく面倒見がいい。あまり友人がいない小雪とも普通に会話し、学園内では珍獣扱いされている薫とも普通に話している。嘘や隠し事をすることは苦手であり、優柔不断なところもある。また、トランプなどのゲームは顔に出やすく弱いが、意外に負けず嫌いで何度も挑戦することもある。寮の部屋は本来は一人だけだったが、薫をルームメイトとして迎え、半分部屋を譲り渡している。なお、最初は色々問題が出ると思い、その事実を周りに隠していたこともある。将来は白馬の王子様に迎えに来てくれることを望んだりとロマンチックな夢を持っている。意外にも紅茶に詳しい。
望月 司（もちづき つかさ）
声：計名さや香
身長169cm、体重54kg、3サイズはB84、W55、H86。
望月グループの社長令嬢。峰桜女学園3年生。この学園で七人しかいない峰桜セプテットの一人。薫とは全く接点がなかったが、薫が掃除当番で音楽室を掃除する時に面識を持つ。
一目見ただけで清楚さ、可憐さが伝わる大和撫子。私服も和服で身を包み純和風の家で生活している。基本的にはのんびりして少し気弱そうなところもある。南裕理とは峰桜女学園から入ったときからの親友であり、行動を共にすることも多く、裕理にも色々と助けられている。薫とも裕理を通じて話せるようになった。音楽室でピアノを弾くこともあり、その演奏に聞きほれているファンも多い。昔から何でも与えられる家庭に育ち、自分自身で主張する意思がなくなっている。そのため、自分で何かをしたいと言おうとしても言いよどむ部分も多い。見かけによらず運動神経抜群。
有栖摩 香津美（ありすま　かつみ）
声：内野ぽち
身長165cm、体重55kg、3サイズはB86、W55、H88。
有栖摩の社長の令嬢。峰桜女学園2年生。2年生で唯一の峰桜セプテットでもある。試験だけでなく年長者を交えたスポーツ大会でも活躍し、ファンも多い反面彼女のことを快く思っていない人間も多い。
見た目は上品で優雅な振る舞いをするお嬢様ではあるが、自分だけでなく他人にも厳しい性格で相手に厳しく言うことも多々ある。その半面で面倒見はよく、妹分の沙絵や幼さを残している舞鈴の面倒を見ていることもある。基本的に人に言われたことはしっかりとやる何事にも手を抜かない努力家でもある。勉学やスポーツはできるが、裁縫だけは沙絵に任せていたため苦手としている。また、寮の食堂のベランダがお気に入りであり、夜になるとそこで紅茶やコーヒーなどを飲んでいる。
白河 沙絵（しらかわ　さえ）
声：谷中麻衣
身長152cm、体重48kg、3サイズはB77、W52、H79。
一年飛び級してきた外部から入学して来た女の子。有栖摩家とは親同士で友達であり、仕事の都合により有栖摩家に預けられた関係上、香津美とは姉妹のように育ってきた。彼女も香津美のことを尊敬し目標としている。この学園では年下のため、同じクラスの女の子にも「様」付けで呼んでいるが、薫だけは「センパイ」と呼んでいる。
素直で活発的な性格。スポーツが好きで運動神経もある。勉学は特別できるわけではないが、香津美と少しでも長く学園生活を送るために無理やり成績を上げて飛び級をしている。ただし、何に対しても集中して真面目に取り組みすぎてしまい倒れた事もあるため、香津美からは無理しすぎないかと心配されている。また、何もないところでこけてしまうドジな部分も多い。意外にも裁縫が得意であり、ルートによっては手芸部に在籍する事もある。
西九条 小雪（にしくじょう　こゆき）
声：立花みかみ
身長150cm、体重46kg、3サイズはB79、W54、H82。
病弱で学園を休みがちになっている女の子。薫のクラスメートであり、姫名子と友達。入学式から病欠で休んでおり、薫もしばらく経った後に知り合うことになる。なお、病欠で欠席はしているが、テストでは好成績をキープしているため留年にはなっていない。
クールで物静かだが、話してみると気難しくてわがまま。また、感情的になると子供っぽい言動が多くなる。クラスでも孤立しがちな上彼女も積極的に話そうとしないため、友達だと言える人間があまりいない。本を読むのが好きで、様々なジャンルの本を読んでいる。本人は否定しているが、裏山に住んでいる黒いデブ猫のフランソワーズが好きで可愛がっている。
一ノ瀬 舞鈴（いちのせ　まりん）
声： 成瀬未亜
身長135cm、体重34kg、3サイズはB68、W50、H77。
薫のクラスメートの女の子。見た目や性格が子供っぽく純粋無垢なため、上級生や同級生から可愛がられている。薫の事をお兄ちゃんと呼ぶが、途中から薫と呼び捨てで呼ぶようになる。
前述の通り子供っぽく、休み時間中に廊下ででんぐり返しをやっていたりと年齢にそぐわない行動も取るが、授業や課題などはしっかりとこなしている。動物が大好きで、この学園で飼われているチャボのスーザンと友達になるために昼休みは裏山で毎日スーザンを追い回しているが逃げられている。また、意外にも花壇のお花に水遣りを毎日欠かさず行っており、特にエーデルワイスの花を好んでいる。味覚も子供っぽいところもあるが、何故かハンバーグは嫌い。
上原 睦子（うえはら　むつこ）
声： 桜庭わかな
身長156cm、体重50kg、3サイズはB80、W60、H81。
姫名子の幼稚舎の頃からの親友。薫がクラスに来た時からの付き合いであり、薫や姫名子と共に行動をしていることが多い。縦ロールの髪型のため、薫からはよくドリル扱いされている場面もある。
お嬢様っぽくない言動や薫に容赦なくツッコミを入れたりと、薫は気楽に話せる友人感覚で彼女と付き合っている。ゴシップネタが大好きで、広い情報網を持ち合わせており、校則違反だが携帯電話も持ち歩いている。学園内の峰桜セプテットの追っかけをしている。見かけによらず情に厚く、姫名子以外にも友達に対しては積極的に協力する。普段の態度から勘違いされやすいが、彼女も立派なお嬢様である。
コンシューマ版から彼女も攻略対象に昇格された。
岩本 奈々瀬（いわもと　ななせ）
声： 榊原ゆい
コンシューマ版追加ヒロイン。薫の担任教師である岩本綾瀬の妹。薫とは同級生だが別クラスで関わりがあまりないが、睦子と友人でありその縁で話すこともある。
おっとりとした綾瀬とは対照的にハキハキとした元気な女の子。スポーツするのが得意だが部活は無所属。寮の朝食や学園の食堂の手伝いをしており、調理する人とは顔なじみになっている。テキパキと行動をして要領もいいが、かなり適当な部分が多く綾瀬に怒られている事もある。また図書委員でもありしっかりと仕事をしているが、図書室の机で居眠りをしている事も多い。

### サブキャラクター
岩本 綾瀬（いわもと　あやせ）
声： 成瀬未亜
身長163cm、体重56kg、3サイズはB87、W57、H89。
薫のクラスの担任教師。いつもにこにこしておっとりした優しい女性。担任教師以外にも、薫が生活する白百合寮の管理人から、保険医の先生、さらには白百合寮の料理の仕度など様々な仕事も兼用している。この学園を卒業しているOGであり七人しかいない峰桜セプテットの一人でもあったため、今でもその人気は高い。
南 裕理（みなみ　ゆり）
声： 柏倉れん
身長164cm、体重55kg、3サイズはB82、W56、H87。
七人しかいない峰桜セプテットの一人。司の親友であり、峰桜女学園3年生。親しみやすく面倒見が良いため、さらには運動神経抜群のため下級生からの人気も高い。帰国子女であり、この学園では珍しく外部入学生でもある。
市村文恵（いちむら　ふみえ）
声： 未特定
手芸部の部長。峰桜女学園2年生。間延びしたしゃべりをするマイペースな人物。かなりの天然でもあり、薫でもツッコミが追いつかないほどである。
一ノ瀬美鈴（いちのせ　みすず）
声： 未特定
舞鈴の母親。見た目から姉に間違われてもおかしくないぐらいの若い容姿をしている。現在は看護師をしている。クールで淡白な性格をしているが、娘の舞鈴のことを大事に思っている。
スーザン
声： なし
峰桜女学園に放し飼いにされているチャボ。丸っこい球体のような体型をしており、薫からは饅頭のようだと言われている。人間の言葉を理解するほどの知能は持っている。性別はメス。ルートによっては一緒に飼われているナンシーや新しく飼われることになるアレックスなども存在することがわかる。尚、ナンシーとは同性ながらラブラブな関係らしいが、他の（人間の）女性に一目惚れし、ナンシーから制裁を受けることもある。

## スタッフ
- 原画：立見ねおん、えつる、酒月ほまれ、猫野おせろ
- シナリオ：烏龍ぱんだ、彩藤神楽、麗
- 主題歌
  - オープニングテーマ(PC版)『お嬢様組曲』
    - 歌：KAKO 作詞：Symphony 作曲：Eddie 編曲：天乃雀

  - オープニングテーマ(PS2版)『ダーリンダーリン』
    - 歌：Aramary 作詞・作曲：Sakurane 編曲：坂本裕介

  - エンディングテーマ(PS2版)『Forever Symphony』
    - 歌：Aramary 作詞・作曲：Sakurane 編曲：坂本裕介
- 制作・販売：Symphony